# Lövholmen (vid Bromarv, Raseborg)
Lövholmen är en ö i Finland. Den ligger i Skärgårdshavet och i kommunen Raseborg i den ekonomiska regionen  Raseborg i landskapet Nyland, i den sydvästra delen av landet. Ön ligger omkring 110 kilometer väster om Helsingfors.
Öns area är 11,2 hektar och dess största längd är 0,7 kilometer i nord-sydlig riktning. Ön höjer sig omkring 35 meter över havsytan. I omgivningarna runt Lövholmen växer i huvudsak barrskog.